# Мурата Цунейосі
Дансяку (барон) Мурата Цунейосі (яп. 村田 経芳; 30 липня 1838 — 9 лютого 1921) — японський офіцер, самурай, мечник, стрілець, конструктор стрілецької і холодної зброї, генерал-майор Імперської армії (жовтень 1890).

## Біографія
Син самурая Мурати Рансая Цуненори, який служив в князівстві Сацума. Дуже хороший стрілець, брав участь у Війні Босін. В 1871 році він отримав звання молодшого лейтенанта у новій імперській армії. В 1875 році Мурата відвідав Францію, Німеччину, Швецію та інші країни для вивчення артилерійської техніки і озброєння. Після повернення він був підвищений до звання майора і став інструктором у Військовій академії Тояма. В 1880 році брав участь у розробці першої гвинтівки японського виробництва Тип 13, більш відомої сьогодні як гвинтівка Мурата. Пізніше Мурата повернувся в Європу і продовжив вдосконалювати свій витвір. В 1890 році він увійшов в Палату перів за імператорським рішенням. У жовтні 1890 року відправлений в резерв. В 1896 році отримав баронський титул за заслуги під час війни Босін і Сацумського повстання.
Мурата також розробив меч гунто, при виробництві якого використовувався не японський, а західний метал і який широко використовувався під час Першої китайсько-японської та Російсько-японської війни.
Мурата помер в 1921 році від хвороби печінки і був похований на цвинтарі Янака в Токіо.

## Нагороди
- Орден Вранішнього Сонця 2-го класу (18 березня 1891)
- Орден Священного скарбу 1-го класу (1 квітня 1906)
- Пам'ятний знак Тайсьо (10 листопада 1915)